# Alf Quantrill
Alfred Edward Quantarill (Punjab, 22 gennaio 1897 – 19 aprile 1968) è stato un calciatore pakistano naturalizzato inglese, di ruolo centrocampista.

## Carriera

### Club
Giocò dal 1914 al 1921 al Derby County. Nel 1921 si trasferì al Preston North End. Nel 1923 passò al Chorley. Nel 1924 venne acquistato dal Bradford, con cui giocò per 6 anni. Nel 1930 si trasferì al Nottingham Forest, con cui giocò le ultime due stagioni della sua carriera. Nel 1932 si ritirò.

### Nazionale
Debuttò con la Nazionale inglese nel 1920. Collezionò in totale, con la maglia della Nazionale, 4 presenze e una rete.